# 2012 aux échecs
| Années des échecs : 2009 - 2010 - 2011 - 2012 - 2013 - 2014 - 2015    |
| Décennies des échecs : 1980 - 1990 - 2000 - 2010 - 2020 - 2030 - 2040 |

Cet article présente les faits marquants de l'année 2012 aux échecs.

## Championnats du monde

### Championnat du monde féminin
- 1er décembre 2012 : Anna Ushenina devient championne du monde féminine.

### Championnats du monde de blitz et de parties rapides
| Tournoi        | Champion mixte        | Championne          |
| -------------- | --------------------- | ------------------- |
| Cadence rapide | Sergueï Kariakine     | Antoaneta Stefanova |
| Cadence blitz  | Aleksandr Grichtchouk | Valentina Gounina   |

### Championnats du monde d'échecs senior, de la jeunesse
| Âge                              | Champion mixte        | Championne              |
| -------------------------------- | --------------------- | ----------------------- |
| Seniors (plus de 60 ans)         | Jens Kristiansen      | Galina Stroutinskaïa    |
| Juniors (moins de 20 ans)        | Alexander Ipatov      | Guo Qi                  |
| Moins de 18 ans                  | Dariusz Świercz       | Aleksandra Goriatchkina |
| Moins de 16 ans                  | Iouri Elisseïev       | Anna Styazhkina (en)    |
| Moins de 14 ans                  | Kayden Troff (en)     | M Mahalakshmi           |
| Moins de 12 ans                  | Samuel Sevian         | Rameshbabu Vaishali     |
| Moins de 10 ans                  | Nguyễn Anh Khôi       | Nutakki Priyanka        |
| Moins de 8 ans                   | Nodirbek Abdusattorov | Motahare Asadi (fa)     |
| Résolution de problèmes d'échecs | Piotr Murdzia         |                         |

## Tournois et opens
- Le tournoi d'échecs de Reggio Emilia est remporté par Anish Giri[4].
- Levon Aronian remporte le Tournoi de Wijk aan Zee[5].
- Nigel Short remporte le festival d'échecs de Gibraltar[6].
- Magnus Carlsen remporte le Mémorial Tal devant Fabiano Caruana et Teimour Radjabov avec 5,5 points sur 9 possibles[7].
- Open Aeroflot : Mateusz Bartel remporte l'open[8].
- Le tournoi d'échecs de Poïkovski est remporté par Dmitri Iakovenko[9].
- Le Mémorial Capablanca est remporté par Vassili Ivantchouk[10].
- Le festival d'échecs de Bienne est remporté par Wang Hao[11].
- Le tournoi d'échecs de Danzhou est remporté par Bu Xiangzhi[12].
- Le tournoi d'échecs de Dortmund est remporté par Fabiano Caruana[13].
- La finale du Grand Slam est remportée par Magnus Carlsen[14].
- Le London Chess Classic est remporté par Magnus Carlsen[15].

## Compétitions par équipes

### Olympiade de 2012
- Olympiade d'échecs à Istanbul :
  - Classement mixte : 1er Arménie 2e Russie, 3e Ukraine
  - Classement féminin : 1er Russie 2e Chine, 3e Ukraine

### Championnats continentaux par équipes
| Compétition                                        | Vainqueur mixte            | Vainqueur femmes           |
| -------------------------------------------------- | -------------------------- | -------------------------- |
| Championnat du monde d'échecs par équipes          | Pas de championnat en 2012 | Pas de championnat en 2012 |
| Championnat d'Europe d'échecs des nations          | Pas de championnat en 2012 | Pas de championnat en 2012 |
| Championnat d'Asie d'échecs des nations            | Chine                      | Chine                      |
| Championnat panaméricain d'échecs des nations (en) |                            |                            |

### Championnats interclubs
| Compétition                                | Champion          | Deuxième                | Troisième        |
| ------------------------------------------ | ----------------- | ----------------------- | ---------------- |
| Coupe d'Europe des clubs d'échecs          | G-Team Nový Bor   | Malakhit Iekaterinbourg | SOCAR Bakou      |
| Coupe d'Europe des clubs d'échecs féminine | CE de Monte-Carlo |                         |                  |
| Championnat d'Allemagne d'échecs des clubs | OSG Baden-Baden   |                         |                  |
| Championnat d'Espagne d'échecs des clubs   | Sestao            |                         |                  |
| Championnat de France d'échecs des clubs   | Clichy Échecs 92  | Échiquier châlonnais    | Évry Grand Roque |
| Coupe de France des clubs d'échecs         | Marseille Échecs  | Évry Grand Roque        | —                |
| Four Nations Chess League (en) (4NCL)      |                   |                         |                  |
| United States Chess League (en) (USCL)     |                   |                         |                  |

## Championnats continentaux et nationaux individuels

### Championnats continentaux individuels
| Compétition                              | Champion mixte             | Championne                 |
| ---------------------------------------- | -------------------------- | -------------------------- |
| Championnat d'Afrique d'échecs           | Pas de championnat en 2012 | Pas de championnat en 2012 |
| Championnat d'Asie d'échecs              | Parimarjan Negi            | Irine Kharisma Sukandar    |
| Championnat d'Amérique d'échecs          | Julio Granda               | Pas de championnat en 2012 |
| Championnat d'Europe d'échecs individuel | Dmitri Iakovenko           | Valentina Gounina          |
| Championnat d'Océanie d'échecs           | Darryl Johansen            | Helen Milligan (en)        |

### Championnats nationaux individuels
| Pays                                              | Champion mixte                                                            | Championne                   |
| ------------------------------------------------- | ------------------------------------------------------------------------- | ---------------------------- |
| Championnat d'Afrique du Sud d'échecs             |                                                                           |                              |
| Championnat d'Albanie d'échecs (en)               |                                                                           |                              |
| Championnat d'Algérie d'échecs                    |                                                                           |                              |
| Championnat d'Allemagne d'échecs                  |                                                                           |                              |
| Championnat d'Andorre d'échecs                    |                                                                           |                              |
| Championnat d'Argentine d'échecs                  | Diego Flores                                                              | Marisa Zuriel (en)           |
| Championnat d'Arménie d'échecs                    | Tigran L. Petrossian                                                      | Maria Kursova                |
| Championnat d'Australie d'échecs                  |                                                                           | pas de championnat           |
| Championnat d'Autriche d'échecs                   | David Shengelia                                                           | Anna-Christina Kopinits (en) |
| Championnat d'Azerbaïdjan d'échecs                | Vugar Rasulov (en)                                                        |                              |
| Championnat du Bangladesh d'échecs                |                                                                           |                              |
| Championnat de la Barbade d'échecs                |                                                                           |                              |
| Championnat de Belgique d'échecs                  | Tanguy Ringoir                                                            | Wiebke Barbier               |
| Championnat de la Biélorussie d'échecs            | Siarheï Jyhalka                                                           |                              |
| Championnat de Birmanie d'échecs                  |                                                                           |                              |
| Championnat de Bolivie d'échecs                   |                                                                           |                              |
| Championnat de Bosnie-Herzégovine d'échecs        |                                                                           |                              |
| Championnat du Botswana d'échecs                  |                                                                           |                              |
| Championnat du Brésil d'échecs                    | Krikor Mekhitarian                                                        | Juliana Sayumi Terao (en)    |
| Championnat de Bulgarie d'échecs                  |                                                                           | Iva Videnova                 |
| Championnat du Canada d'échecs                    | Bator Sambuev                                                             |                              |
| Championnat du Chili d'échecs                     |                                                                           |                              |
| Championnat de Chine d'échecs                     | Ding Liren                                                                | Huang Qian                   |
| Championnat de Colombie d'échecs                  |                                                                           |                              |
| Championnat de Corée du Sud d'échecs              | Ahn Sungmin                                                               |                              |
| Championnat du Costa Rica d'échecs                |                                                                           |                              |
| Championnat de Croatie d'échecs                   | Mladen Palac                                                              |                              |
| Championnat de Cuba d'échecs                      | Leinier Dominguez                                                         |                              |
| Championnat de Chypre d'échecs                    |                                                                           |                              |
| Championnat du Danemark d'échecs                  |                                                                           |                              |
| Championnat d'Écosse d'échecs                     | Jacob Aagaard                                                             |                              |
| Championnat des Émirats Arabes Unis d'échecs      |                                                                           |                              |
| Championnat d'Érythrée d'échecs                   | Berah Kibrom                                                              | Pas de championnat dédié     |
| Championnat d'Espagne d'échecs                    | Julen Luis Arizmendi Martínez (en)                                        | Sabrina Vega Gutiérrez       |
| Championnat d'Estonie d'échecs                    | Mark Lapidus (en),                                                        | Tatjana Fomina               |
| Championnat des États-Unis d'échecs               | Hikaru Nakamura                                                           | Irina Krush                  |
| Championnat des îles Féroé d'échecs               |                                                                           |                              |
| Championnat de Finlande d'échecs                  |                                                                           |                              |
| Championnat de France d'échecs                    | Romain Édouard, Maxime Vachier-Lagrave, Christian Bauer et Étienne Bacrot | Almira Skripchenko           |
| Championnat de Géorgie d'échecs                   |                                                                           |                              |
| Championnat d'échecs de Grande-Bretagne           | Gawain Jones                                                              | Jovanka Houska               |
| Championnat de Grèce d'échecs                     | Antónios Pavlídis                                                         |                              |
| Championnat du Guatemala d'échecs                 |                                                                           |                              |
| Championnat du Honduras d'échecs                  |                                                                           |                              |
| Championnat de Hongrie d'échecs                   | Ferenc Berkes,                                                            | Petra Papp                   |
| Championnat d'Inde d'échecs                       |                                                                           |                              |
| Championnat d'Indonésie d'échecs                  |                                                                           |                              |
| Championnat d'Iran d'échecs                       |                                                                           |                              |
| Championnat d'Irlande d'échecs                    |                                                                           |                              |
| Championnat d'Islande d'échecs                    |                                                                           | Lenka Ptáčníková             |
| Championnat d'Israël d'échecs                     |                                                                           |                              |
| Championnat d'Italie d'échecs                     |                                                                           |                              |
| Championnat de Jamaïque d'échecs                  |                                                                           |                              |
| Championnat du Japon d'échecs                     |                                                                           |                              |
| Championnat du Kazakhstan d'échecs                |                                                                           |                              |
| Championnat du Kenya d'échecs                     |                                                                           |                              |
| Championnat du Kosovo d'échecs                    |                                                                           |                              |
| Championnat de Lettonie d'échecs                  |                                                                           |                              |
| Championnat du Liban d'échecs                     |                                                                           |                              |
| Championnat de Lituanie d'échecs                  |                                                                           |                              |
| Championnat du Luxembourg d'échecs                |                                                                           |                              |
| Championnat de Macédoine d'échecs                 |                                                                           |                              |
| Championnat de Madagascar d'échecs                |                                                                           |                              |
| Championnat de Malaisie d'échecs                  |                                                                           |                              |
| Championnat de Malte d'échecs                     |                                                                           |                              |
| Championnat du Maroc d'échecs                     |                                                                           |                              |
| Championnat du Mexique d'échecs                   | Juan Carlos Gonzalez Zamora                                               |                              |
| Championnat de Moldavie d'échecs                  |                                                                           |                              |
| Championnat de Mongolie d'échecs                  |                                                                           |                              |
| Championnat du Monténégro d'échecs                |                                                                           |                              |
| Championnat du Népal d'échecs                     |                                                                           |                              |
| Championnat de Namibie d'échecs                   | Charles Eichab                                                            |                              |
| Championnat de Nouvelle-Zélande d'échecs          | Scott Wastney (en)                                                        |                              |
| Championnat de Norvège d'échecs                   | Frode Olav Olsen Urkedal                                                  |                              |
| Championnat d'Ouzbékistan d'échecs                |                                                                           |                              |
| Championnat du Pakistan d'échecs                  |                                                                           |                              |
| Championnat du Panama d'échecs (en)               |                                                                           |                              |
| Championnat du Paraguay d'échecs                  |                                                                           |                              |
| Championnat d'échecs des Pays-Bas                 | Anish Giri                                                                | Tea Lanchava                 |
| Championnat du Pays de Galles d'échecs            |                                                                           |                              |
| Championnat du Pérou d'échecs                     |                                                                           |                              |
| Championnat des Philippines d'échecs              |                                                                           |                              |
| Championnat de Pologne d'échecs                   | Mateusz Bartel                                                            |                              |
| Championnat du Portugal d'échecs                  | Luís Galego                                                               |                              |
| Championnat de la République Dominicaine d'échecs |                                                                           |                              |
| Championnat de la République Tchèque d'échecs     |                                                                           |                              |
| Championnat de Roumanie d'échecs                  |                                                                           |                              |
| Championnat de Russie d'échecs                    | Dmitri Andreïkine                                                         | Natalia Pogonina             |
| Championnat du Salvador d'échecs                  |                                                                           |                              |
| Championnat de Serbie d'échecs                    | Ivan Ivanišević                                                           | Marija Rakić                 |
| Championnat des Seychelles d'échecs (en)          |                                                                           |                              |
| Championnat de Singapour d'échecs                 |                                                                           |                              |
| Championnat de Slovaquie d'échecs                 |                                                                           |                              |
| Championnat de Slovénie d'échecs                  |                                                                           |                              |
| Championnat du Sri Lanka d'échecs                 |                                                                           |                              |
| Championnat de Suède d'échecs                     |                                                                           |                              |
| Championnat de Suisse d'échecs                    | Joseph Gallagher                                                          | Monika Seps                  |
| Championnat du Suriname d'échecs                  |                                                                           |                              |
| Championnat de Trinité-et-Tobago d'échecs         |                                                                           |                              |
| Championnat de Turquie d'échecs                   | Dragan Solak                                                              |                              |
| Championnat d'Ukraine d'échecs                    | Alexander Areshchenko,                                                    | Mariya Mouzytchouk           |
| Championnat d'Uruguay d'échecs                    |                                                                           |                              |
| Championnat du Venezuela d'échecs                 |                                                                           |                              |
| Championnat du Vietnam d'échecs                   | Nguyễn Đức Hòa                                                            |                              |
| Championnat de Zambie d'échecs                    | Daniel Jere                                                               |                              |

## Divers
- Les sanctions contre les joueurs français Sébastien Feller et Arnaud Hauchard sont confirmées devant la cour d'appel de Versailles à la suite des accusations de triche lors des Olympiades d'Échecs 2010.

## Évolution des classements mondiaux en 2012
Les joueurs d'échecs ont un classement Elo mis à jour chaque mois par la FIDE en fonction de leurs résultats sportifs, et chaque partie jouée rapporte ou retire des points Elo aux joueurs. Au cours de l'année 2012, plusieurs progressions au classement Elo sont remarquées.

### Classement mixte
| Rang 2013 | Nom                   | Né en | Fédération  | Elo 2013 | Rang 2012 | Elo 2012 | Évolution     |
| --------- | --------------------- | ----- | ----------- | -------- | --------- | -------- | ------------- |
| 1         | Magnus Carlsen        | 1990  | Norvège     | 2 861    | 1         | 2 835    | 26            |
| 2         | Vladimir Kramnik      | 1975  | Russie      | 2 810    | 3         | 2 801    | en stagnation |
| 3         | Levon Aronian         | 1982  | Arménie     | 2 802    | 2         | 2 805    | en stagnation |
| 4         | Teimour Radjabov      | 1987  | Azerbaïdjan | 2 793    | 5         | 2 773    | 20            |
| 5         | Fabiano Caruana       | 1992  | Italie      | 2 781    | 17        | 2 736    | 45            |
| 6         | Sergueï Kariakine     | 1990  | Russie      | 2 780    | 7         | 2 769    | 11            |
| 7         | Viswanathan Anand     | 1969  | Inde        | 2 772    | 4         | 2 799    | 27            |
| 8         | Veselin Topalov       | 1975  | Bulgarie    | 2 771    | 6         | 2 770    | en stagnation |
| 9         | Hikaru Nakamura       | 1987  | États-Unis  | 2 769    | 12        | 2 759    | en stagnation |
| 10        | Shakhriyar Mamedyarov | 1985  | Azerbaïdjan | 2 766    | 14        | 2 747    | 19            |

### Classement femmes
| Rang 2013 | Nom                 | Né en | Fédération | Elo 2013 | Rang 2012 | Elo 2012 | Évolution     |
| --------- | ------------------- | ----- | ---------- | -------- | --------- | -------- | ------------- |
| 1         | Judit Polgár        | 1976  | Hongrie    | 2 696    | 1         | 2 710    | 14            |
| 2         | Hou Yifan           | 1994  | Chine      | 2 603    | 2         | 2 605    | en stagnation |
| 3         | Humpy Koneru        | 1987  | Inde       | 2 597    | 3         | 2 589    | en stagnation |
| 4         | Anna Muzychuk       | 1990  | Slovénie   | 2 582    | 4         | 2 580    | en stagnation |
| 5         | Nana Dzagnidze      | 1987  | Géorgie    | 2 555    | 9         | 2 535    | 20            |
| 6         | Zhao Xue            | 1985  | Chine      | 2 554    | 7         | 2 551    | en stagnation |
| 7         | Kateryna Lahno      | 1989  | Ukraine    | 2 547    | 5         | 2 557    | en stagnation |
| 8         | Nadezhda Kosintseva | 1985  | Russie     | 2 531    | 8         | 2 537    | en stagnation |
| 9         | Marie Sebag         | 1986  | France     | 2 530    | 13        | 2 512    | 18            |
| 10        | Pia Cramling        | 1963  | Suède      | 2 518    | 19        | 2 491    | 27            |

## Nécrologie
- En 2012 : Soledad González de Huguet, Ridha Belkadi (en), Emil Ungureanu (en)
- 7 janvier : Elaine Pritchard (en)
- 15 février : Jan Svenneby (en)
- 1er mars : Mikko Markkula (et)[65]
- 21 mars : Iouri Razouvaïev[66]
- 13 avril : Miguel Albareda Creus (en)
- 4 mai : Haukur Angantýsson (en)
- 20 mai : Palle Ravn (en)
- 17 juin : Nathan Divinsky (en)
- 21 juin : Denis Blondel
- 15 juillet : Jacqueline Piatigorsky[67]
- 14 août : Svetozar Gligorić
- 11 septembre : Rein Etruk (en)
- 30 octobre : Emilis Šlekys (en)
- 1er novembre : Chen Zude
- 18 novembre : Elena Akhmilovskaïa
- 3 décembre : Giorgueï Borissenko
- 29 décembre : Péter Dely